# مقاطعة واين (فرجينيا الغربية)
مقاطعة واين هي مقاطعة في فرجينيا الغربية، تتبع فيرجينيا الغربية، بلغ عدد سكانها 42٬481  نسمة، في 2010، عاصمتها واين.

## الموقع
تشترك في الحدود مع:
- مقاطعة لورنس، أوهايو
- مقاطعة مارتن
- مقاطعة بويد، كنتاكي
- مقاطعة مينغو (فرجينيا الغربية)
- مقاطعة كابيل (فرجينيا الغربية)
- مقاطعة لينكولن (فرجينيا الغربية)
- مقاطعة لورينس.

## أعلام
- بيل براونينج